# Fairview (Oregón)
Fairview es una ciudad ubicada en el condado de Multnomah en el estado estadounidense de Oregón. En el año 2015 tenía una población estimada de 9280 habitantes y una densidad poblacional de 1118,1 personas por km².

## Geografía
Fairview se encuentra ubicada en las coordenadas 44°32′31″N 123°26′20″O / 44.54194, -123.43889.

## Demografía
Según la Oficina del Censo en 2000 los ingresos medios por hogar en la localidad eran de $40,931 y los ingresos medios por familia eran $43,317. Los hombres tenían unos ingresos medios de $37,342 frente a los $25,909 para las mujeres. La renta per cápita para la localidad era de $19,006. Alrededor del 19.1% de la población estaban por debajo del umbral de pobreza.